# إدارة الشؤون القانونية للمؤسسات
إدارة الشؤون القانونية للمؤسسات(أو ما يعرف إختصارًا:ELM) هي استراتيجية لإدارة الأعمال القانونية تُتَّبع في أقسام الشؤون القانونية في الشركات وأقسام مطالبات التأمين والأقسام القانونية وإدارة العقود في الجهات الحكومية.
نشأت ELM في التسعينيات استجابةً لتزايد مطالب الشركات بالمساءلة والشفافية وإمكانية التنبؤ.
وتعتمد على برمجيات متخصصة لإدارة المستندات القانونية الداخلية وسير العمل والفوترة الإلكترونية ولتوجيه اتخاذ القرار عبر التقارير والتحليلات.

## التعريفات
لا يزال مصطلح إدارة الشؤون القانونية المؤسسية (ELM) في تطور مستمر، لكنه يُعَدُّ الآن تخصصًا إداريًا معترفًا به وهدفًا استراتيجيًا للمستشارين القانونيين العامين.
يرى بعض الباحثين أن ELM يقع ضمن نطاق أوسع يشمل الحوكمة المؤسسية وإدارة المخاطر والامتثال (GRC)، بينما يرى آخرون أنه كيان مستقل يقع على امتدادٍ متصلٍ معها.
تشمل تقنيات مرتبطة ولكنها مستقلة: إدارة المعلومات واكتشاف الأدلة الإلكترونية والإشعارات القانونية وإدارة العقود، وأعمال أمانة المجلس، وتواصل مجلس الإدارة.وقد تتكامل برمجيات ELM مع بعض هذه المكونات أو جميعها.

## التطور التاريخي

### الإدارة القانونية في بداياتها
تشير «إدارة ممارسة القانون» إلى الجانب الإداري في تشغيل شركة محاماة أو فريق قانوني داخلي. وتشمل عناصرها: الجوانب الاقتصادية والتواصل والإدارة في بيئة العمل والأخلاقيات وخدمة العملاء.
تاريخيًا، كانت نفقات الإدارات القانونية تُعدّ «صندوقًا أسود»، لا يمكن التنبؤ بها ولا تحليلها بوضوح، ما جعل من الصعب تقييم الكفاءة أو التكاليف بين مكاتب المحاماة المختلفة، أو مقارنة أدائها بما تعاقد عليه سابقًا.

### التحول والاعتماد المبكر
عدة عوامل دفعت إلى الابتعاد عن الحلول التقليدية البسيطة والاتجاه نحو أنظمة ELM، أبرزها انتشار الإنترنت في التسعينيات وتطوّر البرمجيات كخدمة (SaaS).
أما داخليًا، فقد ساهمت عوامل مثل ارتفاع مخاطر الامتثال التنظيمي وتقليص الميزانيات ومطالبات أعضاء مجالس الإدارة بمزيد من الشفافية والدقة والمحاسبة.
مع الوقت، توسعت الحاجة إلى المعلومات المالية مثل نسبة الإنفاق القانوني إلى إجمالي إيرادات المؤسسة لتشمل أطرافًا أخرى غير المجلس.وبدأت الأقسام القانونية تُرى كمجال جديد لتحسين الكفاءة المؤسسية وإدارة المخاطر، وطُلب منها أن تتصرف كشريك تجاري حقيقي. ونتج عن ذلك ضغط لتقليل التكاليف، بل وحتى المساهمة في توليد الإيرادات حيث أمكن.
اختلفت احتياجات الإدارة باختلاف حجم الأقسام القانونية ومهامها؛ فالفِرق الصغيرة التي تعتمد على مكاتب محاماة خارجية كانت تُركّز على إدارة سير العمل والتعاون والإنفاق، بينما الفرق الكبيرة التي تنفذ معظم المهام داخليًا احتاجت إلى إدارة أعمق للقضايا الداخلية وتوزيع المهام وإدارة المستندات.
وكان أول تحول إلكتروني نحو أنظمة إدارة القضايا العامة التي استبدلت الملفات الورقية كأساس للسجلات.

### التخصص والتوسع
لم تكن أنظمة تخطيط الموارد المؤسسية (ERP) تلبي احتياجات الإدارات القانونية بدقة. فالنفقات القانونية الخارجية تميّزت بطبيعتها الخاصة، إذ تتأثر بنموذج الأجر بالساعة وعدم القدرة على التنبؤ بكمية العمل. وهكذا، جاءت برامج متخصصة تجمع بين إدارة القضايا والفوترة، ما وفّر فرصة لتلبية الحاجة إلى مزيد من التواصل والمعلومات داخل الفرق القانونية. ثم توسع الدمج ليشمل معلومات مالية ومتعلّقة بالامتثال والمخاطر عبر الإدارات المختلفة.
لكن هذا التطور حمل أيضًا مخاطر جديدة على إدارة المعلومات المؤسسية؛ فقد يؤدي استعمال برمجيات قانونية متخصصة إلى تعارض مع أنظمة المؤسسات الأخرى، ما يستوجب تنسيقًا أكبر. كما تبقى أمن البيانات مسألة في غاية الأهمية، خاصة في ظل اعتماد أنظمة ELM السحابية (SaaS).
وقد أبلغ ربع المستشارين القانونيين العامين عن اختراقات أمنية خلال الفترة 2013–2015، وكانت مؤسسات الرعاية الصحية الأكثر تضررًا.

## إدارة الشؤون القانونية المؤسسية (ELM)
توسَّعت استراتيجية ELM في إدارة الشؤون القانونية بفضل تطور برمجياتها، مدفوعة بانتشار الإنترنت واعتماد البرمجيات كخدمة (SaaS) في قطاعات واسعة. توقعت مؤسسة IDC أن تنمو إيرادات مزودي SaaS من 22.6 مليار دولار إلى 50.8 مليارًا بين عامي 2014 و2018.
تدعم برمجيات ELM إدارة القضايا والفوترة الإلكترونية، وتولّد تحليلات وتقارير تُستخدم لتوجيه العمليات القانونية. في عام 2013 وُصِف القطاع بأنه في مرحلة الانتشار المبكر بنسبة اعتماد في السوق تقل عن 20٪.
ذكر تقرير Blue Hill Research أن الدوافع الاقتصادية حفّزت هذا التبني، حيث بلغ متوسط العائد على الاستثمار 766٪، وانخفض متوسط الإنفاق بنسبة 4.5٪ بفضل المعالجة التلقائية ورفض الفواتير غير المطابقة، كما أدى استخدام التحليلات إلى خفض الإنفاق السنوي المتكرر بنسبة 4٪.
تتأثر قرارات شراء هذه البرمجيات بعوامل مثل نوع الترخيص ونطاق الاستخدام وخدمات الدعم والصيانة وموقع التثبيت وآلية احتساب الرسوم. وتنوّعت نماذج الترخيص بين المورّدين دون تميُّز ثابت لأي نموذج.

### مكونات برمجيات ELM

#### 1. إدارة القضايا
تشمل إدارة القضايا تخزين واسترجاع البيانات المتعلقة بجميع المسائل القانونية التي تعالجها الأقسام القانونية، بما في ذلك إنشاء المستندات وتعديلها واعتمادها واستخدامها. وتُستخدم لتيسير التعاون الداخلي ومع المستشارين القانونيين الخارجيين. في القضايا المعقدة مثل الدعاوى الجماعية، توفّر هذه البرمجيات إمكانات مثل رفع الفواتير دفعة واحدة لتسريع مراجعتها واعتمادها.

#### 2. الفوترة الإلكترونية
توفّر الفوترة الإلكترونية مركزًا موحّدًا للفواتير القانونية وطريقة آمنة لإرسالها للمراجعة والدفع. وتتكامل هذه البرمجيات مع أنظمة الفوترة الداخلية عبر معيار LEDES الذي يوفّر تنسيقًا موحدًا لنقل البيانات القانونية. وساهمت الرابطة الأمريكية للمحامين في تعزيز هذا التطور من خلال تطوير نظام UTBMS الذي يوفّر رموزًا موحّدة لتصنيف الخدمات القانونية.
تُراجع الفوترة الإلكترونية الفواتير تلقائيًا لاكتشاف الأخطاء، وتخصّص التكاليف على المراكز المختلفة وتُوجّهها للموافقة. وتشير الأبحاث المستقلة إلى أنها تقلل التكاليف عبر تقليص العمل اليدوي واستخدام الورق.

#### 3. التحليلات وإدارة العمليات
تُستخدم البيانات الناتجة عن إدارة القضايا والفوترة في إعداد تقارير وتحليلات تؤثر في إدارة العمليات داخل الأقسام القانونية.
ووفقًا لاستطلاع أجرته شركة Gartner يركّز المستشارون القانونيون العامون بشكل متزايد على الامتثال التنظيمي ورضا العملاء وأصحاب المصلحة وإدارة المخاطر.
تُوجّه جهود خفض الإنفاق القانوني نحو تقليل الاعتماد على المحامين الخارجيين من خلال التفاوض على نماذج رسوم بديلة وزيادة الاعتماد على المستشارين القانونيين الداخليين وتوحيد عدد مكاتب المحاماة المتعامَل معها. ارتفعت نسبة استخدام نموذج الرسوم الثابتة من 12٪ إلى 20٪ بين عامي 2013 و2015، وكانت الأقسام القانونية في الشركات التي تزيد إيراداتها عن 4 مليارات دولار أكثر ميلًا لاستخدام هذا النموذج مقارنة بالشركات الصغيرة التي تقل إيراداتها عن 100 مليون دولار.

#### 4. التحليلات التنبؤية والذكاء الاصطناعي
تُستخدم التحليلات لدعم قرارات الميزانية والتوقعات، ويتم اختيار مكاتب المحاماة الخارجية بناءً على موازنة بين التكلفة وكفاءة المحامين. وتساعد بيانات الفوترة التاريخية والمعايير المرجعية في تحديد الأنماط، والفروقات بين مقدّمي الخدمة ومتوسط الرسوم بحسب نوع القضايا. وتوفّر بعض مورّدي برمجيات ELM مقاييس مقارنة مستخرجة من قاعدة مشتركينهم.
ومن التطورات الحديثة في هذا المجال: توظيف التعلّم الآلي والذكاء الاصطناعي للتنبؤ بتكاليف المطالبات. تهدف هذه التنبؤات إلى تقليل النسبة المجمّعة لشركات التأمين، من خلال تسوية المطالبات التي يُحتمل أن تتجاوز تكلفتها المتوسط في مراحل مبكرة.
ومن أبرز الشركات التي تقدّم هذه الوظائف التحليلية: LSG وJalubro وتومسون رويترز. وتشير البيانات الأولية إلى أن استخدام التحليلات التنبؤية ساهم في خفض متوسط الإنفاق القانوني بنسبة تتراوح بين 6٪ و11٪.

## أنظر ايضا
- مستشار قانوني للشركات
- إدارة قانونية